# Vihren
Vihren este cel mai înalt vârf din munții Pirin, situat în partea de nord a acesyora. Cu o altitudine de 2.914 m, Vihren este cel de-al doilea vârf ca înălțime din Bulgaria și al treilea din Peninsula Balcanică, după Musala și Olimp.